# An Awful Moment
An Awful Moment é um filme mudo em curta-metragem norte-americano de 1908, do gênero drama, escrito e dirigido por D. W. Griffith.

## Elenco
- George Gebhardt
- Marion Leonard
- Harry Solter
- Florence Lawrence
- Gladys Egan
- Linda Arvidson
- Florence Barker
- Dorothy Bernard
- Kate Bruce
- Charles Gorman
- Gertrude Robinson
- Mack Sennett
- Dorothy West